# Vyšehrad (grupa górska)
Vyšehrad – masyw górski (grupa górska niższego rzędu), stanowiący środkową część grupy górskiej Żaru (słow. Žiar) w Centralnych Karpatach Zachodnich, na Słowacji.
Najwyższym szczytem tej jednostki jest Vyšehrad (830 m n.p.m.).